# Ла-Винья (департамент)
Департамент Ла-Винья  (исп. Departamento de La Viña) — департамент в Аргентине в составе провинции Сальта .
Территория — 2152 км². Население — 7,2 тыс.человек. Плотность населения — 3,3 чел./км².
Административный центр — Ла-Винья.

## География
Департамент расположен в центральной части провинции Сальта.
Департамент граничит:
- на севере — с департаментом Чикоана
- на востоке — с департаментом Метан
- на юго-востоке — с департаментом Гуачипас
- на западе — с департаментом Сан-Карлос

## Административное деление
Департамент включает 2 муниципалитета:
- Ла-Винья
- Коронель-Мольдес

## Важнейшие населенные пункты[3]
| № | Населённый пункт | Населённый пункт (исп.) | Категория | Население чел. (2010) | На карте                        |
| - | ---------------- | ----------------------- | --------- | --------------------- | ------------------------------- |
| 1 | Коронель-Мольдес | Coronel Moldes          | город     | 4116                  | 25°16′47″ ю. ш. 65°28′43″ з. д. |
| 2 | Ла-Винья         | La Viña                 | поселок   | 1825                  | 25°28′03″ ю. ш. 65°34′01″ з. д. |
| 3 | Талапампа        | Talapampa               | поселок   | 341                   | 25°32′43″ ю. ш. 65°33′19″ з. д. |
| 4 | Ампаскачи        | Ampascachi              | поселок   | 118                   | 25°21′11″ ю. ш. 65°31′41″ з. д. |